# Huangpu (Kanton)

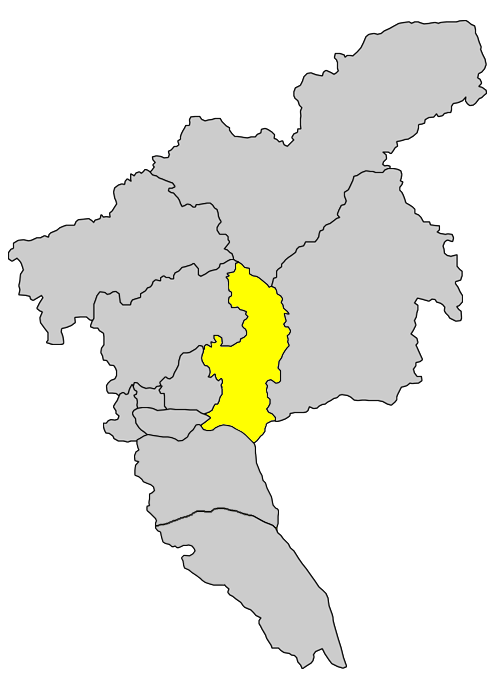
Położenie dzielnicy Huangpu

Huangpu (chiń. 黄埔区) – dzielnica Kantonu, w prowincji Guangdong, w Chińskiej Republice Ludowej. Powierzchnia dzielnicy wynosi 484,17 km² i jest zamieszkana przez ok. 330 tys. mieszkańców. 12 lutego 2014 roku w skład dzielnicy włączono obszar Luogang.